# 佐藤里香
佐藤里香（日语：さとう里香，1987年4月18日—）是日本女演員，出生於京都府。

## 參與作品

### 電視劇
- 天裝戰隊護星者（2010年2月14日－2011年2月6日，朝日電視台）：飾演 护星粉紅／繪里

### 電影
- 天裝戰隊護星者VS真劍者 Epic on 銀幕（2011年1月22日，東映）：飾演 护星粉紅／繪里

## 外部連結
- （页面存档备份，存于）

| 前任： 高梨臨 （侍戰隊真劍者） | 日本超級戰隊系列桃色戰士演員 天裝戰隊護星者 2010年2月14日－2011年2月6日 | 繼任： 小池唯 （海賊戰隊豪快者） |